# Labyrint (musikgrupp)

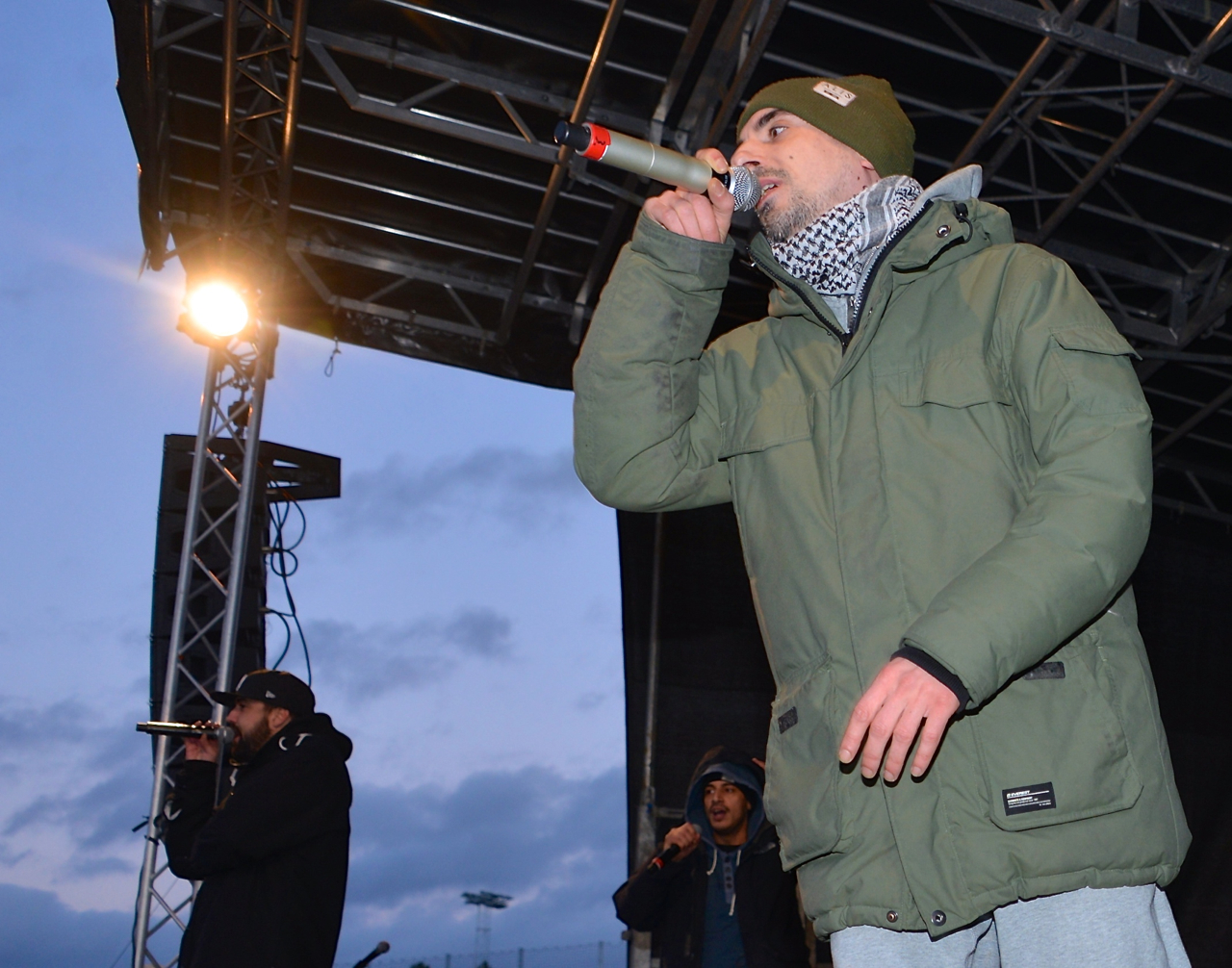
Labyrint på antirasistdemonstrationen i Kärrtorp den 22 december 2013.

Labyrint är en rapgrupp från Gottsunda, Uppsala, skapad år 2007 av rapparna och låtskrivarna Aki (Aleksi Swallow), Jacco (Jacques Mattar)  och Dajanko (Dejan Milacic) tillsammans med producenten och DJ:n Sai (Simon Wimmer).
Efter flera år av liveshower och inspelningar skrev gruppen låten Vår Betong i slutet av 2007. Låten spred sig snabbt över hela landet och gruppen var på väg att få sitt genombrott. Labyrint började att samarbeta med flera producenter, bland andra Masse från The Salazar Brothers och 2009 släppte gruppen ett mixtape som blev det mest nerladdade på Whoa.se. Universal Records fick upp ögonen för Labyrint och de blev erbjudna ett kontrakt för debutalbumet Labababa, som släpptes 30 november 2011.
Labyrint blev omtalade i media våren 2011 då en spelning på en fritidsgård i Växjö blev inställd på inrådan av polisen. Media, bland annat Upsala Nya Tidning, kallade denna händelse "vårens stora hiphopdebatt."  Anledningen till att konserten blev inställd tros vara gruppens liberala inställning till cannabis. 
Labyrints debutalbum Labababa släpptes 30 november 2011. Albumet gästas bland annat av artister såsom Kapten Röd och Gregor. Labyrint har tidigare givit ut en mixtape, en singel, och två EP.
Gruppen är även känd för sin stora oro över Palestina, samt de växande bosättningarna inom området av Israel. 
På Kingsizegalan 2015 fick de priset Årets grupp.
2023 medverkade de i SVT-serien När hiphop tog över.

## Diskografi

### Album
- 2011 – Labababa
- 2014 – Garalaowit

### Singlar (A- och B-sidor)
- 2007
- Vår betong

- 2010 – Kärleken?
  - Kärleken?
  - Hat!
- 2011 – Miljonprogrammerade
  - Jajajaj
  - Vatroru?
  - Tribulations
  - Evil
  - Miljonprogrammerade
- 2011 – Hasslade
  - Aboooow
  - Hasslade
  - Eldupphör
  - Smutsfolk
- 2012 – Ortens favoriter

- 2012 – Broder del.2

- 2012 – Broder
  - L-A-B-Y-R-I-N-T
  - Läs på
  - Skanka sönder oss
  - Jag vill fortfarande ha dig
  - Broder del.2

- 2013 - Motattack
- 2014 – Chilla lide
- 2017 - Pang Pang
- 2018 - Så ajaib
- 2019 - Ghettoliv

### Gästframträdande
- 2011 – Labababyrint med Stress (från albumet Playlist)